# 雷神之锤III竞技场
《雷神之锤III》是由id Software采用id Tech3引擎制作的多人连线第一人称射击游戏(FPS)，1999年12月发行。玩家或独立或组队在地图中厮杀，死亡后数秒即在地图某处重生。当某位或某队玩家达到胜利条件或者游戏持续一定时间后即宣告一个回合结束。胜利条件取决于选择的游戏模式。
《雷神之锤III》是历史上第一个不支持（Software Render）的第一人称射击游戏(FPS)。玩家必须拥有一个有硬件加速能力的显卡才能够运行游戏。該遊戲的成功在很大程度上依赖一个杰出的游戏引擎：雷神之锤III引擎，这个引擎直到6年后仍然被一些主流游戏选用。
2000年4月id Software发布了资料片《雷神之锤 III: 团队竞技场》。它更加专注于团队游戏并且增加了一些新的武器，人物模型和游戏模式。《雷神之锤III Revolution》 是PlayStation 2上的版本，于2001年发行。
2005年，游戏引擎id Tech3的源代码被放出，协议是GPL，基于此引擎的ioquake3衍生出了OpenArena、Urban Terror、World Of Padman、Tremulous等独立的游戏，刺激了Alien Arena引擎的改进。id Tech3释放后也被用于商业如，Space Trader和Iron Grip: Warlord等商业独立游戏。XreaL则是追求极致画面的 id Tech 3引擎改版。

## 游戏模式

### Quake III 本身提供的遊戲模式

#### Free For All
一個競技場（arena，即是一個地圖）同時給多個玩家同時進行遊戲，以殺死其他玩家來獲取分數，殺死一個其他玩家就得一分，自杀或者从高处掉下等并非被对方杀死而死亡的情况则扣一分。

#### Team Deathmatch
Team Deathmatch（以下称TDM）是一种将游戏中玩家分为红蓝两队的游戏模式。玩家以杀死对方队伍中玩家为目标。由于TDM模式的玩家数目相对较多（一般为4V4），因此此模式下地图中的武器与盔甲等资源变得尤为重要。所以，玩家在射杀对方玩家的同时，还需要与本队的玩家进行配合，以做到：
1. 更快地杀死对方玩家
2. 更长时间地控制更多资源。

TDM与duel的主要不同：
1. 武器重生时间为30秒
2. Machine Gun伤害为5、初始弹药为50
3. 持有特殊物品（如Quad）的玩家在被杀死后，特殊物品不掉落。

注：1和2里的值均可以通过参数修改

#### Tournament（Duel）
即是1對1的單挑模式。

#### Capture The Flag
原文 Capture the flag (簡稱 CTF）。CTF是一種類遊戲模式，它有各種不同的形式。在Quake 3裡分成藍紅兩邊在通常是一個對稱的（也有不對稱的）地圖中競賽。競賽的目的是將對方的旗子帶回來，並且碰觸未被移動過的我方旗子，我隊就得一分，稱作一個 capture。一般會設定兩個要素，得分的極限以及時間極限，先到達分數極限的隊伍獲勝，若是兩隊勢均力敵而難以得分，則通常會由時間的設定來結束一個遊戲（match）。
在夺旗模式中，杀死对手得1分，自己非正常死亡扣1分，夺取对方旗子得3分，杀死夺旗者得2分，重新拿到己方旗子得1分，成功夺取一次旗子（将旗子送回己方基地中）得5分。

### Mod 所提供的遊戲模式

#### Defrag
Defrag是Quake系列游戏的专业术语。是指利用Quake游戏引擎的特殊物理性质进行速度和跳跃比赛的游戏模式。玩家在各式各样的地图中可以利用各种跳跃方式进行加速或者特殊移动，从而达到使速度变快或者做出不规则路线运动的目的。Defrag提倡的是更高更快更远，玩家们使用各种技术和创意来不断的突破自己。Defrag所采用的跳跃技术有圆弧跳、平移跳、火箭跳、双重/三重/多重火箭跳、等离子跳、等离子爬墙、BFG跳等。
目前Defrag的最新版本是1.9，开发Defrag的群体的官方网站位于 PlanetQuake，他们也有自己的 官方主页。

#### CPMA
CPMA是较原始模式节奏更快，技巧性更强的一种模式。
该模式不同于原版的地方有：
- 玩家出生时生命值为100，而不是125
- 玩家死亡后可以立即重生，在原版中必须等待1.7秒才可重生
- 没有换枪时间，也就是说可以在发射RG后立刻切换为RL。在实战中运用得当可在瞬间造成极大伤害
- YA（Yellow Armor）盔甲值为100点，RA（Red Armor）为150点，另外还有一种Green Armor为50点
- 火箭跳的伤害减少，效果放大
- 修改了一些物理特性，使得平移跳和连环平移跳更为容易

#### OSP
OSP全名为 Orange Smoothie Productions。该模式以创建可供竞技比赛使用的游戏框架为目标，对Q3的原始模式进行了相当的增强，但是所有涉及到游戏特性的方面均忠实于原版，这一点与#CPMA有着明显差异。
到目前为止，除了2000年12月的Babbages CPL Event使用Q3Comp的MOD（就是导致All*Blue退出的那一次比赛），几乎所有的Q3竞技大赛都是使用的OSP模式
OSP随Q3的版本升级而升级，最新版本为1.03a

## MOD和独立游戏

### Urban Terror
Quake 3的一个 MOD，自从ioquake3稳定之后，Urban Terror可以作为一个独立游戏运行，逐渐流行开来。
此游戏设定为恐怖分子对抗特警S.W.A.T的背景，融合并发展了Quake3的动作引擎，部分基于现实──实现好莱坞特技般的动作。
参考动量原理的跳跃和攀爬；体力限制；中弹部位的影响；流血和治疗。。。这些特点已经让很多人耳目一新了，画面效果拖累了游戏速度导致配置要求高于
Quake3。此游戏在中国大陆之外的地区流行。

### Tremulous
不是Quake 3的MOD，而是引擎为GPLv2发布后创作。 使用ioquake3。
异形和地球特种部队之间的对抗，即时战略和第一人称射击的融合，不同于HL的NC。
完整的替代了原来Quake3的数据，外表看不出Tremulous和Quake3的联系。此游戏在中国大陆之外的地区流行。

### OpenArena
Quake 3的替代计划，一个独立的游戏，用大量精力绘制新模型取代Quake 3的数据，那么其他MOD也可以使用。所有的效果类似原版但都有所不同。使用ioquake3。
游戏模式基本和Quake 3一样。

### World Of Padman
德国漫画改编MOD，画面完全不同于Quake3，为漫画效果。为独立的游戏。使用ioquake3。

### Q3Rally
拉力赛游戏，开源GPLv2，车辆战斗和竞速模式。

### Smokin' Guns
西部牛仔MOD，成为独立游戏。

### Gundam Universe
高达联合MOD。

### Reaction Quake 3
Action Quake 2的非官方后继。一个Quake 3 MOD。

## 遊戲要素

### 武器介绍
所有武器的傷害力摘要，可以參照 。（英文）

#### Gauntlet
Q3 中唯一的接觸性武器，也是唯一不限彈藥的武器，傷害力中等（50）。没有溅射伤害(Splash Damage)

#### Machine Gun
機槍，簡稱MG。具有稍微誤差的即時直線武器，傷害小（一般情况下为7，TDM中为5），發射速率高。預設彈藥100，在TDM模式中預設50，代表的顏色是亮黃色。没有溅射伤害

#### Shotgun
霰彈槍，簡稱SG。每次射击发出11颗小弹，每颗小弹伤害为10，因此全彈命中的話可以造成Q3中，單發最大的傷害力110（火箭與軌道槍為100），不過連射頻率也是數一數二的慢（僅快於軌道槍）。預設彈藥10，代表的顏色是橘色。没有溅射伤害

#### Grenade Launcher
榴彈槍，簡稱GL。直接命中敵人的榴彈威力很大（伤害为100），不過發射出去的榴彈飛行速度很慢，轨迹为抛物线，沒遇上敵人則會在地面或牆壁上反彈，若反彈碰到敵人仍然視為直接命中。反彈的軌道則依照地圖所設定的重力值而定；若沒碰到敵人則會在一段固定時間後引爆，爆炸效果與火箭槍相同。另外在defrag中，GL因為其延遲的特性，可以拿來與其他武器搭配作特技動作。預設彈藥10，代表的顏色是深綠色。有溅射伤害。GL在碰到尸体时也会爆炸。

#### Plasma Gun
電漿槍，簡稱PG。發射藍色的電漿團，軌跡是直線的，電漿團的飛行速率較 RL 快，連發時每發子彈的間隔時間為 0.1 秒。直接命中的傷害為 20，另外射擊在牆上與地上時，對於在射擊點旁的敵人會有略微的攻擊效用（見Plasma Jump）。
預設彈藥50, 代表的顏色是紫色。有溅射伤害。PG的單位時間傷害力是Q3中最高的（略去BFG不計的話）。

#### Rocket Launcher
火箭槍，簡稱RL。具有固定速率以及固定射距（但是很長）的直線武器，會在碰到任何具有實際體積的東西時爆炸。連發的時間間隔為 0.8 秒。另外可以與“跳指令”搭配作Rocket Jump——在跳起來的瞬間同時面對身下或身旁的物件發射。預設彈藥10，代表的顏色是紅色。有溅射伤害。

#### Lightning Gun
電槍，簡稱LG，又称shaft。有明顯固定射距的即時直線武器，單發威力與MG略同（伤害为8），但連發頻率是所有武器中最高的（MG 及 PG 的兩倍，連發時兩發子彈的間隔為 0.05 秒）。預設彈藥100，代表的顏色是白色。没有溅射伤害。
由於游戏引擎要描绘出电枪的轨迹需要较长时间（相对其它武器来说），因此在快速的移动和瞄准中会产生显示的滞后，从而让人觉得电枪会吸附到对方身上，实际上只是电枪轨迹的移动没有来得及跟上准星的移动。

#### Rail Gun
軌道槍，簡稱RG。沒有射距的即時直線武器，威力強大（與火箭槍相同为100），但是連發時的間隔時間極長。預設彈藥10，代表的顏色是亮綠色。RG不能穿透障碍物，但可以穿透最多4个人体。没有溅射伤害。

#### BFG
BFG 的全名一直是個問題，有些人認為是“Big Freaking Gun”，但某些来自采访中的诙谐的解釋是“Big Fucking Gun”。BFG系列武器一直是id software的傳統，從他們所製的遊戲Doom開始，就有了BFG這個武器。在Q3中的BFG發與以前的單發超大威力與超廣範圍不同，有著較高的發射速率，以及類似火箭槍的爆炸範圍。預設彈藥20，代表的顏色是暗藍色。有溅射伤害。BFG在通常的对抗模式中都被禁用，但在Defrag模式中被频繁的使用，以制造出远强于火箭跳的跳跃效果。

### 其他要素

#### 彈藥
遊戲中會有補充彈藥的盒子，一個盒子補充的數量如下：
| MG  | 50發 |
| SG  | 10發 |
| GL  | 5發  |
| PG  | 30發 |
| RL  | 5發  |
| LG  | 60發 |
| RG  | 10發 |
| BFG | 5發  |

会根据Mod、Map和Server的设置不同有不同

#### Self Damage
在Q3中，所有具备溅射伤害的武器都会伤害到在溅射半径内的玩家——包括射击者自己，这种伤害叫做武器自伤（Self Damage）。自伤的伤害值是通常伤害的一半，也就是说如果武器的伤害对于某一位置的玩家是70，那么如果此玩家是该武器的发射者，则实际的伤害为35。由此，如果玩家直接对自己脚下的地面发出一颗火箭弹，会造成的伤害就是50。熟练掌握此种概念可以灵活地使用这些武器来作出不同程度的辅助跳跃。

#### Health Pack & Armor
Health Pack 是回復生命值的物件，有四種形式：小型（藍綠色）回復5點生命值、中型（黃色）回復25點生命值、大型（金黃色）回復50點生命值，以及一種特殊形式的Mega Health可回復100點生命值，這可當作是特殊物件，一個地圖中通常只會有一個 respawn 點。
Armor 可增加玩家的裝甲值，減少敵方攻擊的百分比傷害，它有三種形式：绿色碎片（Armor Shard）增加5點、黃色裝甲（Yellow Armor）增加50點、紅色裝甲（Red Armor）增加100點。在另一个较为流行的模式#CPMA中还有一种绿色装甲（Green Armor）增加25点。
另外要注意的是，在Q3中標準的生命值與裝甲值是100點（而最大值是200），超過的話會隨著時間遞減。而中型與大型的 Health Pack 無法將生命值增加到100以上。而武器对玩家造成的伤害则按1：2的比例分摊到生命与装甲上。

#### 特殊物件
這些物件指的是會按照特定時間重生的物品，他們的外觀是中央有一個旋轉的象徵符號加上一個圓形外環，獲得他們之後會持續特定的效果30秒。在CTF和FFA模式中，假如獲得這些物品的人被殺死，他們身上的這些物品會“掉出來”，讓其他人有掠奪的機會；在TDM模式中則無。

##### Quad Damage
亮藍色，中央是一個Q3的遊戲符號。獲得他將會使你的武器的傷害值提昇三倍，使所有武器都可以把一個剛重生的人瞬間殺死。不過要注意的是，RL或GL這些常常同樣會對自己造成傷害的武器，也具有同樣的效果。獲取它的人看起來像被藍色的光包住身體。

##### Regeneration
鮮紅色，中央是類似一個柺杖的十字符號。獲得他會在固定時距內“跳動”（就好像人體的心臟一樣）：假如你的生命值低於100，每跳動一下則增加25的生命值，超過100，則跳動一下增加15。獲取它的人看起來會有間歇性的紅色閃動包住身體。

##### Haste
亮黃色，中央是一個閃電符號。將你的所有動作都加速——包括連發的頻率變為原本的 4/3 倍。獲取它的人看起來在跑步時會揚起灰塵。

##### Flight
紫色，中央是一個鳥的符號。讓你可以在天上飛行。

##### Invisibility
透明色的，中央是一個人體符號。獲取它將使你隱形。有著Invisibility的帶旗者無法使帶著的旗帜隱形。

##### Battle Suit
金黃色，中央是一個“輻射危險”的符號。使所有的溅射伤害與世界傷害（World Damage，岩漿、毒液之類的傷害）無效化。這意味著你可以近距離的使用火箭槍攻擊敵手而自己不受傷害，而對手对你的伤害也会减半。獲取它的人看起來像被金色的膜所包住。与通常给人们的理解不同的一点是，如果对方的火箭弹直接击中了你，你仍然会受到50点伤害——100的伤害减半。

#### 可以攜帶的物品
這些物品在攜帶者被殺死時不會掉落。

##### Personal Teleporter
一個T字型的物品，按 Enter 鍵使用它將會把你傳送到地圖上一個隨機的地方。
在CTF中，帶旗者使用Teleport將會把旗子丟棄，而不會一起傳送走。

##### Medkit
隨身的醫藥包，可以把生命值回復到125（respawn時的生命值），在CTF中對帶旗者而言是很好用的物件。

## 游戏技术
Quake3是一个技巧性很强的游戏，成为高手需要掌握很多的技巧和战术，当然还有丰富的经验，强韧的心理，清醒的头脑和出色的应变。Quake3是一个面向狂热玩家(Hardcore User)的游戏，一般游戏以上手容易提高难为主，而Quake3则是上手难，提高更难，任何一个玩家想提高自己的技术，都必须付出大量的时间和精力来进行练习，在其他游戏中，低水平的玩家或许由于运气较好从而可以赢得高水平玩家一两次，而在Quake3中则没有这种情况，哪怕你的水平比对方低一点，不经过努力练习提高水平超过对方的话，你可能永远也打不过对方，正因为这一点，Quake3的玩家相对其他第一人称射击游戏(FPS)玩家较少。

### 射击
游戏中的射击非常简单，这并不意味着你可以很容易击中对手，而是指游戏中这一行为的实现不复杂:枪械没有散射的现象，即使是在移动中也不会造成散射。对于gauntlet，machine gun， shotgun， lightning gun 和 rail gun，只需要简单的瞄准开火，子弹的飞行是不需要时间的。而对于rocket launcher， grenade launcher， plasma gun 和 BFG 发射物的飞行速度比较慢，这就需要你根据目标的移动对瞄准点进行修正：施加提前量以期直接命中或者仅仅是力图射击目标附近，依赖溅射的伤害达到各种目的。

### 移动
一般来说移动是很容易的。你可以跑、走、蹲或者跳跃。跑动一直是默认的移动状态，即使四处乱跑并不明智。走不会发出声响，你可以偷偷的接近目标。蹲也可以减弱移动的声响，但是移动速度会很慢，蹲下的优点就是你会变成一个较小的目标。

#### 平移跳
原文Strafe Jump，学会平移跳是迈向高手的第一步。正确的使用会让玩家以不可思议的速度移动。前进的时候，向任一方向平移，按住前进，跳跃并且把准星移向相同的方向。

#### Circle Jump
Circle Jump是一種常與平移跳搭配的動作，它利用滑鼠的甩動作來對玩家所行進的切線方線增加速度，它對於增加玩家初跳起來的速度很有幫助。這個動作做的越好，增加的速度越多。
假如你想實做CJ並向前進的話，必須先面對左邊或右邊，按下前進——並且將滑鼠往左（右）甩的同時按下跳動作。
無法理解文字敘述的話，多觀看一些 quaker 所自行製作的示範電影會有所幫助。

#### 火箭跳
原文Rocket Jump，顾名思义，火箭跳就是用火箭帮助跳跃。
你要做得就是在开火之前立刻跳起，这样就能借助爆炸大大提升你的跳跃高度。当然，如果你做得不正确，这只会伤害你却对于跳跃毫无帮助。一般来说你跳跃之后越越快开火你跳的就越高（当然是指在你开始落下之前开火：P）。遗憾的是这个技术永远是具伤害性的，但是你可以保持极高的装甲值来减少它的伤害，或者在血量充足的时候使用。当然，即使你的血量和装甲都很可怜，而你认为这么做很有必要并且你的确明白你在做什么，不要犹豫了。
补充：已有一些Tricker（技巧玩家）实现了将几颗火箭弹同时在同一地点爆炸（一般不超过3个），从而造成极为震撼的移动效果。

#### Grenade jumping
Grenade jumping是比较困难的技术它需要极其精确的时间感和位置感。手榴弹发射后需一段时间才会爆炸，在此之前它会在地面反弹跳跃，因而玩家的跳跃时机很难掌握。在实战中这种技术使用几率微乎其微，只有在跳跃表演时由于手榴弹的延时爆炸特性，Grenade jumping可以和火箭跳同时使用，给玩家一个惊人的加速度。

#### Plasma climbing
Plasma climbing借助Plasma的后座力来攀爬墙壁。
技巧出色的玩家甚至可以在墙壁上横向移动。

#### Over Bouncing(过反弹)
简称OB。简单来说这是Q3的一个BUG。当以特定的水平速度和垂直速度与地面接触时，玩家会获得一个特定的向上或者向前的速度，直观上看起来就象地面上存在着一个不可见的弹簧一样，因此可以作出匪夷所思的动作。OB的产生由于对速度的快慢和方向有着苛刻的要求，一般用于技巧演示，在实战中用处不大。但它也作为一个不可忽视的现象存在着。

### 战术

#### 时间／物品控制
控制一個地圖中的物品的能力與諸如瞄準、移動與戰術等等能力同樣重要。因物品會隨著固定時間（各種不盡相同）重生，能搶在對手之前，在一些戰略性的物品（通常是Mega Health和Red Armor）重生的瞬間。藉由精確的時間計算拿走他們，以免對手獲得優勢，控制物品通常是得到勝利的一個重大指標。

## 審查

### 中国大陆
2004年9月， 文化部认为该游戏画面血腥，将雷神之锤III列入非法游戏，自此再没有相关的比赛举行。

## 赛场与著名人物

### 比赛
- CPL
- WCG
- ESWC

### 人物
- RocketBoy(孟阳)

孟阳是中国水平最高的Quake3选手，曾获得过12次国内冠军和WCG2002的第四名。
- Jibo（樊知博）

Jibo是中国水平最高的Quake3选手之一，现留学俄罗斯。
- Fatal1ty

Fatal1ty，美国人。是世界水平最高的Quake3选手之一，他同时也是水平最高的FPS选手，精通各种FPS，曾获得无数各类比赛冠军。长相酷似美国前总统克林顿。
QUAKE III主要战绩：
XSI，
CPL RAZER，
CPL EUROPE，
WCGC，
CPL PACIFIC，
CPL FRAG 4(作为Clan Kapitol的一员)冠军；
CPL ASIA，
QUAKECON 2001亚军。
- Cooller

Cooller，俄罗斯人，是世界水平最高的Quake3选手之一。
QUAKE III主要战绩：
WCG RUSSIA 2002，
QLAN，
ESWC 2003，
ESWC 2005冠军。
QUAKE III最经典的聊天记录出自Cooller在quakecon2004战胜瑞典名将Toxic的比赛中：
“your lg is nothink on the lan”。
- ZeRo4

ZeRo4是曾经的世界水平最高的Quake3选手。
QUAKE III主要战绩：
CPL Babbages，
QUAKECON 2001,
WCG 2001,
QUAKECON 2003冠军；
ESWC 2003,
QUAKECON 2004亚军。
- LeXeR

LeXeR，俄罗斯人，世界水平最高的Quake3选手之一。
- czm

czm（CreZyMan的简称）是现役世界Quake3水平最高的选手。czm在CPL 06 Final与Cooller的对决可能是QUAKE III历史上最精彩的比赛。
QUAKE III主要战绩：
CPL FRAG 4(作为Clan Kapitol的一员)，
QUAKECON 2004，
CPL 06 Final冠军；
QLAN 2,
ESWC 2005亚军。
另外值得一提的是，czm的学业也同样出色。他在完成了普林斯顿大学的本科学习后，于加州理工大学攻读数学博士。
- Maverick

Q3ACN.COM的站长，为Quake3在中国的发展作出了不可磨灭的贡献。
- CeTuS

世界上水平最高的Defrag选手。